# Tenthredo temula

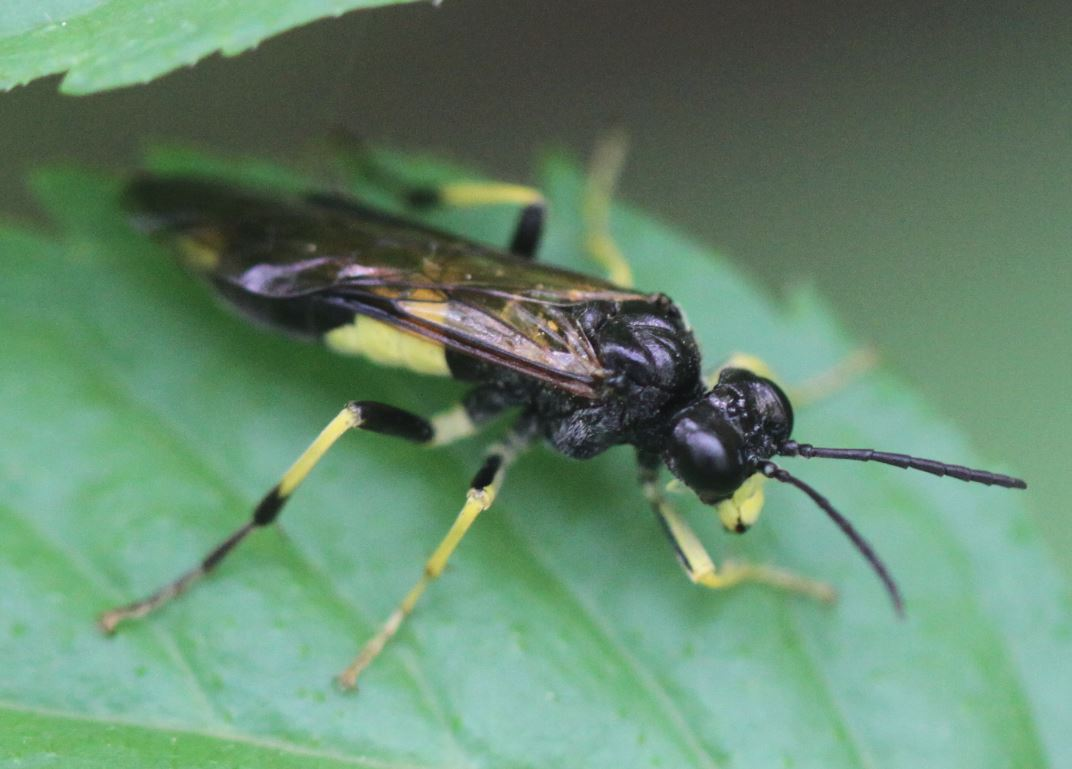
Tenthredo temula, Weibchen mit angelegten Flügeln

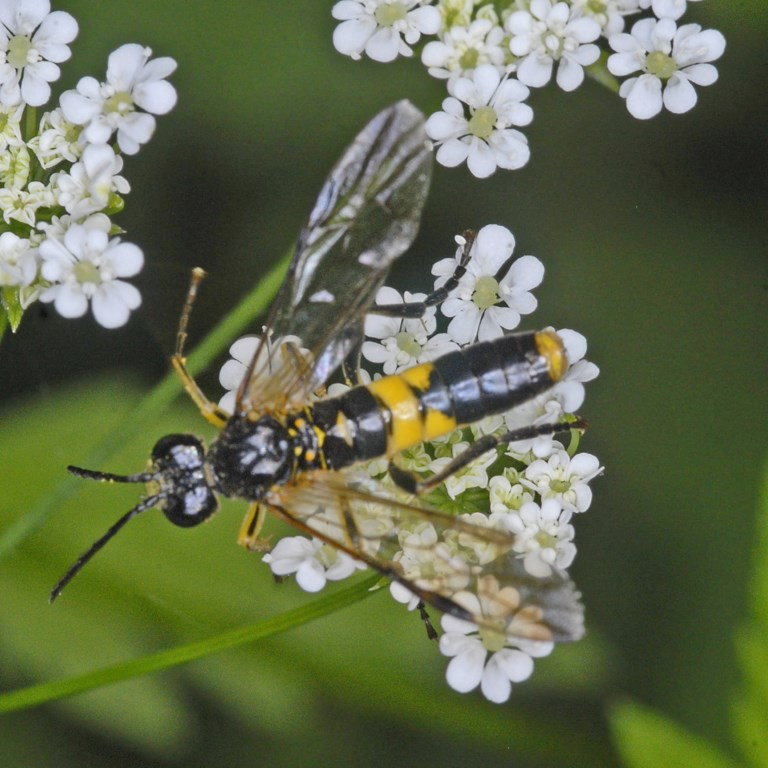
Tenthredo temula, Männchen

Tenthredo temula, auch als Berauschte Blattwespe bekannt, ist eine Art aus der Familie der Echten Blattwespen (Tenthredinidae).

## Aussehen
Die Pflanzenwespen besitzen eine schwarze Grundfarbe. Sie erreichen eine Körpergröße von 10–12 mm. Clypeus, Labrum und die Basis der Mandibeln sind gelb gefärbt. Fühler und Thorax sind schwarz. Der Hinterleib ist schwarz-gelb gemustert. Das dritte Tergit ist durchgängig breit gelb gezeichnet. Das vierte Tergit ist an den Seiten gelb, in der Mitte schwarz. Das Hinterleibsende ist ebenfalls gelb. Die vorderen beiden Beinpaare der Männchen besitzen eine gelb-schwarze Längszeichnung, die hinteren Femora und Tibien sind schwarz. Die Femora der Weibchen sind teils schwarz, die Tibien gelb. Lediglich das apikale Ende der hinteren Tibien ist schwarz. Die transparenten Vorderflügel besitzen einen gelben Stich. Die Costa ist rötlich. Die restlichen Flügeladern sind braun, das Flügelmal schwarz.

## Verbreitung
Das Verbreitungsgebiet von Tenthredo temula erstreckt sich über weite Teile Europas. Im Norden reicht das Vorkommen bis nach Großbritannien und nach Schweden, im Osten bis nach Sibirien.

## Lebensweise
Den typischen Lebensraum der Art bilden Hecken. Die Flugzeit der Blattwespen dauert von Mai bis Ende August. Die Imagines ernähren sich zoophytophag. Zur Nahrung der Imagines gehören Pollen und Nektar verschiedener Doldenblütler wie Wiesen-Kerbel, Wiesen-Bärenklau, Brombeere und Eingriffeliger Weißdorn. Daneben jagen sie auch kleine Insekten. Die Nahrungspflanzen der Larven bilden Liguster (Ligustrum).

## Taxonomie
In der Literatur kommen folgende Synonyme vor:
- Tenthredo celtica Benson, 1953